# Nectar in a Sieve
Nectar in a Sieve (Nektar w sicie) – angielskojęzyczna powieść indyjskiej pisarki Kamali Markandaya, wydana w 1954 roku. Powieść przetłumaczono na siedemnaście języków. Stała się w USA bestsellerem, uznanym w 1955 przez American Library Association za najwybitniejszą książkę roku. Uchodzi za ważny utwór w indyjskiej literatury kobiecej pisanej w języku angielskim. Omawiany w amerykańskich szkołach i na uniwersytetach. W 1990 roku za Nectar in a Sieve autorka została wyróżniona niemiecką nagrodą LiBeraturpreis (nagroda ekumenicznego centrum we Frankfurcie nad Menem, przydzielana autorkom z Azji, Afryki i Ameryki Południowej).
Akcja powieści rozgrywa się w Indiach skolonizowanych przez Brytyjczyków. To pisana w formie monologu opowieść kobiety z wioski w dzisiejszym stanie Karnataka. W powieści przedstawiono całe jej życie, historię jej małżeństwa, macierzyństwa, zmaganie się z głodem, bólem po stracie synów. Mimo że w książce przedstawiono wiele cierpienia, urzeka ona nadzieją, zaufaniem do Boga, siłą więzi w rodzinie, a szczególnie głęboką miłością, jaką darzą siebie małżonkowie.

## Fabuła
Rukmani zostaje wydana za mąż za nieznanego sobie mężczyznę. W wiosce Nathana zaskakuje ją bieda ich życia, ale wkrótce okazuje się, że w zbudowanej przez niego, krytej liśćmi palmowymi chacie zazna ona z nim szczęścia. Ich życie będzie się toczyć między pracą na ryżowisku i uprawą ogrodu. Przepełnione radością z narodzin córki Iry, smutkiem z powodu wielu lat bezdzietności, potem znów radością z pojawienia się synów: Arjuna, Thambi, Murugana, Raji i Selvama. Lata mijają. Wydana za mąż Ira zostaje zwrócona rodzinie jako bezpłodna. W pobliżu wioski powstaje garbarnia, a wokół niej miasto. Starsi synowie Rukmani zacząwszy w niej pracować, za zorganizowanie strajku zostają pewnego dnia zwolnieni. Zmuszeni do poszukiwania pracy, wyjeżdżają aż na Cejlon na plantację herbaty. Raja wkrótce zostaje zabity podczas próby kradzieży skór. Murugan odchodzi do miasta na posadę służącego. Na miejsce trzech latami niewidzianych synów, Rukmani rodzi ku zazdrości porzuconej Iry synka Kunti. Ira znajduje w opiece nad nim sens życia. Gdy susza spowodowana latem bez monsunowych deszczów przyniosła wiosce głód. Ira daremnie próbuje ocalić Kunti od śmierci, sprzedając swoje ciało. Chłopiec umiera, a Ira z nieznanego ojca rodzi synka Sucramani. Chłopiec w oczach ludzi staje się sensacją. Bez ojca i napiętnowany dziwną przypadłością. Sucramani jest białoskórym, czerwonookim albinosem. Wkrótce doświadczy związanej z odmiennością samotności i odrzucenia. Miłość znajdując tylko w rodzinie.
Z czasem starzejącemu się Nathanowi coraz trudniej wyżywić rodzinę z uprawy ryżu, tym bardziej że jego ostatni syn Selvam porzucił pracę w polu na rzecz pomocy białemu doktorowi Kenny’emu w budowie szpitala i opiece nad chorymi. Pewnego dnia dla Nathana i tak kończy się czas ukochanej pracy na polach ryżowych – po trzydziestu latach wymówiono mu dzierżawę. Ziemia zostanie sprzedana rozrastającej się garbarni. Nathan z rodziną muszą odejść. Ira z synkiem zostają pod opieką Selvama. Rukmani z mężem udają się do odległego dwa dni drogą wozem zaprzężonym w woły miasta, w którym żonaty już ich syn Murugan pracuje, służąc w cudzym domu. Liczą oni na starość na opiekę ze strony syna.

## Problemy poruszone w książce
- przemiany wsi indyjskiej przemienianej pojawieniem się w okolicy garbarni
- małżeństwo dzieci – bohaterka zostaje wydana za mąż w 12 roku życia
- problem bezdzietności kobiety w Indiach – córka bohaterki zostaje przez męża odesłana do rodziny pierwotnej z powodu bezpłodności
- problem głodu prowadzącego do prostytucji
- zależność od sił natury, konfrontacja indyjskiej wsi z suszą, w konsekwencji z głodem i zadłużeniem – Nadzieja i lęk! Bliźniacze siły, które nas ciągną do siebie – nikt nie może powiedzieć, która z nich jest silniejsza. O naszym lęku nigdy nie mówiliśmy, ale on nas nie opuszczał. Lęk, który zawsze towarzyszy rolnikowi, lęk przed w każdej chwili gotowym go pochwycić głodem. Lęk przed niejasną przyszłością, lęk przed siłą głodu, przed ciemnością śmierci
- problem rozdzielenia rodzin, migracji ze wsi o miast – bohaterka traci całkowicie kontakt z odchodzącymi w poszukiwaniu pracy synami
- protest przeciwko nierównemu podziałowi świata – Nie wystarczy wykrzyczeć światu swoją nędzę, pokazać swoje rany. Ludzie mogą przecież zamknąć oczy, zatkać uszy. Nie możesz ich zmusić, aby słyszeli, widzieli lub odpowiedzieli na twoje wołanie o pomoc, jeśli oni nie mogą lub nie chcą.
- sytuacja bezdomnych dzieci żyjących na ulicach miast
- temat indyjskiej cierpliwości wobec cierpienia – w dialogu bohaterki z białym doktorem – Ani brak, ani znoszenie go w milczeniu nie jest znakiem wielkości. – Bieda towarzyszy nam od narodzin do śmierci, jesteśmy z nią oswojeni jak z porami roku, zmienia się tylko jej stopień. Jaki sens ma skarżenie się na coś, co zawsze było i nigdy się nie zmieni?